# Текун-Уман
Текун-Уман или Аютла (исп. Ayutla Tecún Umán) — город в Гватемале, административный центр муниципалитета Аютла департамента Сан-Маркос.

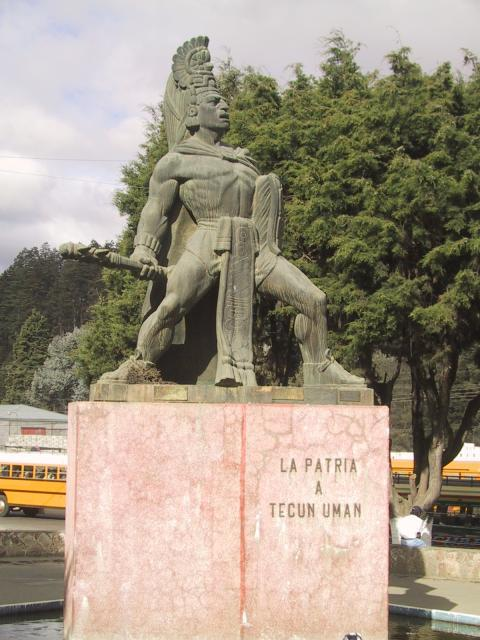
Памятник вождю Текун Уману. Работа скульптора Гюнтера Йела

## География
Город находится в западной части Гватемалы, на реке Сучьяте, у границы с Мексикой. Соединён мостом Пуэнте-Родольфо-Роблес через реку с мексиканским городом Сьюдад-Идальго.

## История
Город назван в честь индейского вождя Текун Умана, жившего и правившего народом киче в горных районах Гватемалы в начале XVI века, национального героя Гватемалы.